# Papilio albinus
Espèce
Papilio albinus ou Hélène blanche est une espèce de lépidoptères (papillons) de la famille des Papilionidae. L'espèce est endémique de l'île de Nouvelle-Guinée et des îles environnantes.

## Systématique
L'espèce Papilio albinus a été décrite pour la première fois en 1865 par Wallace dans Transactions of the Linnean society.